# Leonidas D. Robinson
Leonidas Dunlap Robinson (* 22. April 1867 im Anson County, North Carolina; † 7. November 1941 in Wadesboro, North Carolina) war ein US-amerikanischer Politiker. Zwischen 1917 und 1921 vertrat er den Bundesstaat North Carolina im US-Repräsentantenhaus.

## Werdegang
Leonidas Robinson besuchte die öffentlichen Schulen seiner Heimat. Im Jahr 1888 zog er nach Wadesboro. Nach einem anschließenden Jurastudium und seiner 1889 erfolgten Zulassung als Rechtsanwalt begann er dort in seinem neuen Beruf zu arbeiten. Gleichzeitig schlug er als Mitglied der Demokratischen Partei eine politische Laufbahn ein. Zwischen 1888 und 1941 nahm er an allen demokratischen Parteitagen auf Staatsebene teil. In den Jahren 1912, 1920 und 1924 war er auch Delegierter zu den jeweiligen Democratic National Conventions. Von 1890 bis 1893 amtierte Robinson als Bürgermeister der Stadt Wadesboro. In den Jahren 1894 und 1900 wurde er in das Repräsentantenhaus von North Carolina gewählt. Von 1901 bis 1910 war er Staatsanwalt im 13. Gerichtsbezirk seines Staates; 1910 wurde er Präsident der Bank of Wadesboro.
Bei den Kongresswahlen des Jahres 1916 wurde Robinson im siebten Wahlbezirk von North Carolina in das US-Repräsentantenhaus in Washington, D.C. gewählt, wo er am 4. März 1917 die Nachfolge von Robert N. Page antrat. Nach einer Wiederwahl konnte er bis zum 3. März 1921 zwei Legislaturperioden im Kongress absolvieren. Diese waren zunächst von den Ereignissen des Ersten Weltkrieges bestimmt. In den Jahren 1918 und 1919 wurden der 18. und der 19. Verfassungszusatz ratifiziert.
1920 verzichtete Robinson auf eine erneute Kongresskandidatur. In den folgenden Jahren betätigte er sich im Bankgewerbe und in der Landwirtschaft. Er starb am 7. November 1941 in Wadesboro.